# Acartia discaudata
Acartia discaudata är en kräftdjursart som först beskrevs av Giesbrecht 1882.  Acartia discaudata ingår i släktet Acartia och familjen Acartiidae. Det är osäkert om arten förekommer i Sverige. Inga underarter finns listade i Catalogue of Life.